# Písečná – mokřad
Písečná – mokřad je přírodní památka v katastrálním území obce Písečná, okrese Jeseník v Olomouckém kraji. Jedná se o evropsky významnou lokalitu Natura 2000. V blízkosti památky prochází železniční trať Šumperk–Krnov. Území je ve správě Agentury ochrany přírody a krajiny ČR. 

## Předmět ochrany
Předmětem ochrany je populace kuňky žlutobřiché (Bombina variegata).

## Flóra a fauna
Kromě již zmiňované kuňky žlutobřiché lze v mokřadu nalézt i další zákonem chráněné obojživelníky jako mloka skvrnitého (Salamandra salamandra), rosničku zelenou (Hyla arborea), čolka obecného (Lissotriton vulgaris) a čolka horského (Ichthyosaura alpestris).